# 김태환 (농구인)
김태환(金泰煥, 1950년 6월 29일 ~ )은 프로 농구 감독을 지낸 농구인이다.
1971년 동대문상고를 졸업했으나 키가 170cm로 작은 편이라 고교 농구에서 그다지 빛을 보지 못하여 곧바로 지도자의 길로 나섰다. 무보수 초등학교 농구 지도자부터 시작하여 화계국민학교, 수유초등학교, 무학여중, 선일여중 코치를 거쳤다. 이후 고교 농구 감독, 국민은행 여자농구단(현 청주 KB 스타즈의 전신) 코치와 감독으로 활동했다.
감독이 된 첫 해에 코치 없이 우승을 하는 등 국민은행팀을 이끌고 여러 차례 농구대잔치에서 우승하며 지도력을 인정 받았고, 남자 농구로 진출하여 1998년부터 중앙대학교 농구부 감독을 맡았다. 2000년에는 남자 프로농구로 진출, 창원 LG 세이커스 감독으로 일했다. 2003년 LG 세이커스에서 물러났다가, 2005년에 다시 복귀하여 SK 나이츠의 감독을 맡았다. 그러나 2006-2007 시즌 중 성적이 부진하자 총감독에 임명되면서 2선으로 물러났다.
현재는 MBC 스포츠+에서 해설위원으로 일하고 있다.

## 감독 경력
- 1988년 ~ 1998년 청주 KB 스타즈 (실업팀)
- 2000년 ~ 2004년 창원 LG 세이커스
- 2005년 ~ 2006년 서울 SK 나이츠

## 참고자료
- “"고졸 큰까치"를 아시나요 - 4년 만에 국민銀 다시 頂上 올린 김태환 감독”. 중앙일보. 1994년 2월 7일. 19면.
- 이홍렬 (대담) (1994년 2월 14일). “女농구 정상 고졸조련사 - 국민은행 金泰煥 감독”. 조선일보. 7면.